# Callitris oblonga
Callitris oblonga é uma espécie de conífera da família Cupressaceae.
Apenas pode ser encontrada na Austrália.
Esta espécie está ameaçada por perda de habitat.